# Ceratina ino
Ceratina ino är en biart som beskrevs av Nurse 1904. Ceratina ino ingår i släktet märgbin, och familjen långtungebin. Inga underarter finns listade i Catalogue of Life.